# Assemblin
Assemblin är ett företag inom installationsteknik med huvudsaklig verksamhet i Sverige, Norge och Finland. Assemblin är ett av Nordens ledande installationsbolag med kompetens inom främst el, värme & sanitet, ventilation och automation, men också inom kylteknik, säkerhet, sprinkler, fjärrvärme, data & telecom, industrirör samt instrumentteknik. Assemblins vision är att skapa smarta och hållbara installationslösningar och bolaget har en särskild inriktning mot grön teknik och energieffektiviseringstjänster som heter Ecoguard. Moderbolaget i koncernen heter Assemblin Group AB. Bolaget ägs av Triton.

## Namnbyte
Assemblin är en sammanslagning av ett antal installationsbolag, bland annat Imtechs nordiska verksamhet, Skanska Installation, Nordiska Värme Sana (NVS) och NEA, som sedan april 2016 verkar under det gemensamma varumärket Assemblin. Namnet Assemblin är en sammansättning av orden assembly och installation.

## Verksamhet
Verksamheten är indelad i fem affärsområden varav tre i Sverige (Assemblin El, Assemblin VS respektive Assemblin Ventilation) ett i Norge och ett i Finland (som består av Assemblin Oy, Fidelix och TomAllenSenera). 